# نیشی‌کیگوجی یورینوری

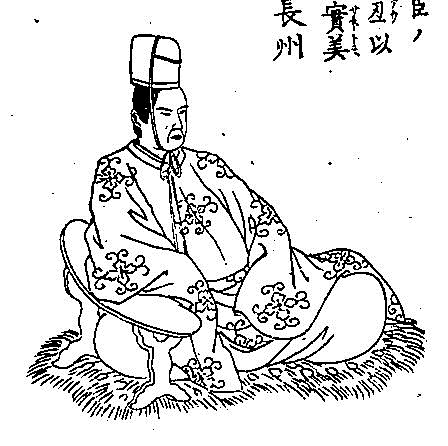
تصویر نقاشی شده

نیشی‌کیگوجی یورینوری (به ژاپنی: 錦小路 頼徳 にしきこうじ よりのり)، تولد ۱۸۳۵ - مرگ ۱۸۶۴، او از باکوماتسو تا دوره میجی، اشراف‌زاده و سیاستمدار و یکی از هفت درباری تبعیدی بود.